# Заместитель министра военно-морских сил США
Заместитель министра военно-морских сил США (англ. United States Under Secretary of the Navy) — второе по старшинству гражданское должностное лицо в военно-морском министерстве США. Заместитель министра, называемый «Under» на сленге Пентагона, отчитывается перед министром военно-морских сил.